# Jumping the shark

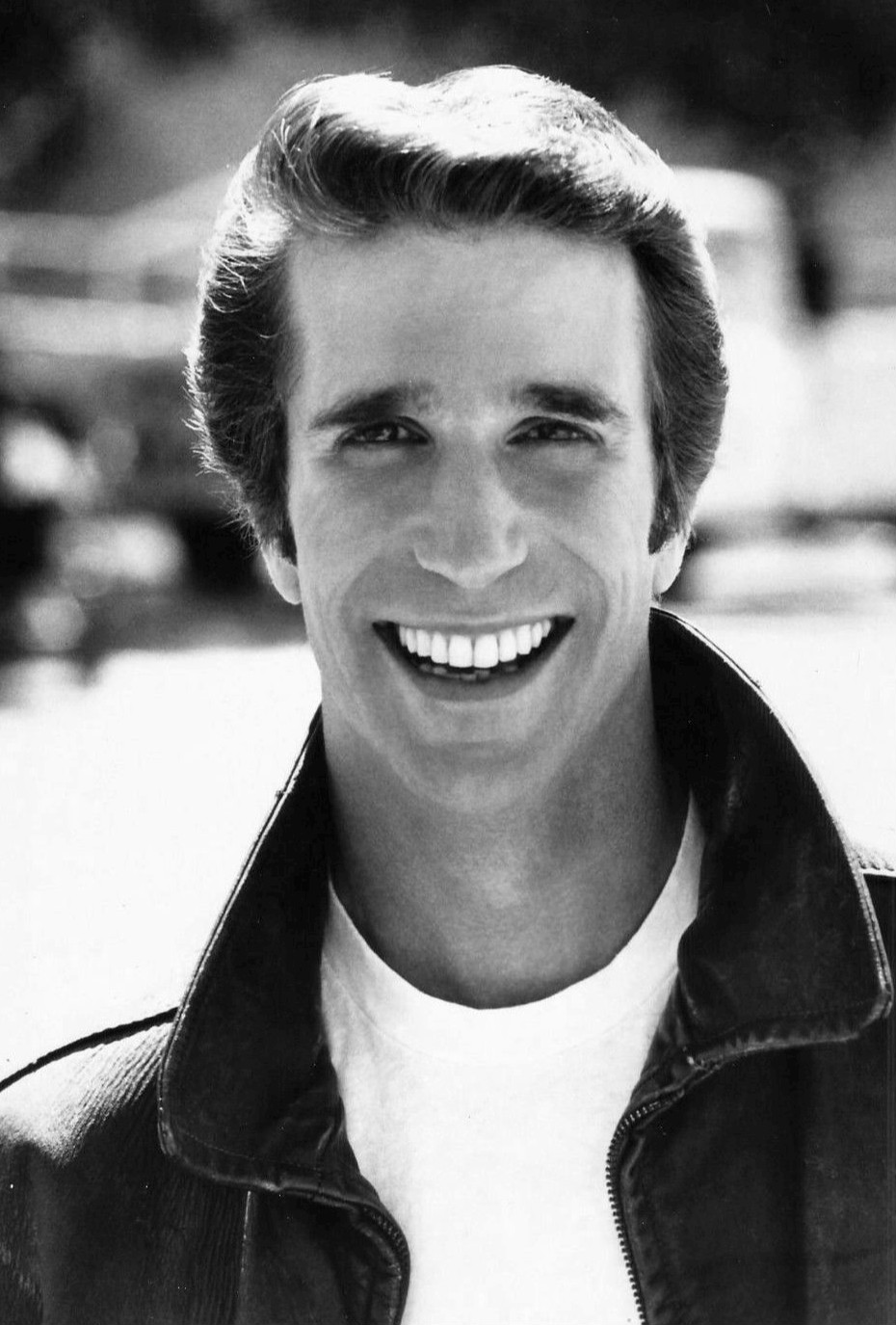
Fonzie (Henry Winkler), personaje del que nació la expresión.

Jumping the shark (inglés: Saltando el tiburón) es una frase que describe un momento en el que algo que alguna vez fue popular, pero que ya no garantiza la atención que antes recibía, hace un intento para volver a recibir publicidad, lo cual solo aumenta su irrelevancia. Esto es especialmente aplicable a series de televisión u otras formas de entretenimiento.
La frase "saltar el tiburón" es peyorativa, frecuentemente utilizada en referencia a trucos infructuosos para promover algo. Es parecido a decir que "pasó de moda" pero más específicamente sugiere una indisposición a reconocer el hecho. Originalmente, la frase fue utilizada para describir un episodio de una comedia televisiva con un truco o una ocurrencia poco probable en un intento desesperado por mantener el interés de los televidentes. Momentos tildados de haber "saltado el tiburón" son considerados como indicaciones de que los escritores han agotado su concentración; que la serie se ha alejado irreversiblemente de una antigua y mejor fórmula; o que la calidad de la serie esté en declive.
La frase deriva de una escena de la quinta temporada de la sitcom de los años 70 Happy Days, en el cual Fonzie salta encima de un tiburón mientras practica esquí acuático. Este truco dejó absurdamente a la sitcom fuera y lejos de su historia original.
El uso de la frase "saltar el tiburón" ha sido subsecuentemente extendida más allá de la televisión, indicando el momento cuando una marca, diseño, franquicia o evolución de un esfuerzo creativo entra en declive, o cuando cambia notablemente en estilo en algo no deseado.

## Historia
La frase de "saltar el tiburón" está basada en una escena del episodio estreno de la quinta temporada de Happy Days titulada "Hollywood: Part 3", escrita por Fred Fox, Jr., el cual se emitió el 20 de septiembre de 1977. En el episodio, los personajes principales visitan Los Ángeles, donde Fonzie responde a un desafío por su valentía vistiendo traje de baño y su tradicional chaqueta de cuero, y saltando encima de un tiburón encerrado. Esta acrobacia se llevó a cabo para resaltar las habilidades de Henry Winkler en la vida real como esquiador acuático.
Para una serie que en sus primeras temporadas retrataba a un adolescente universalmente cercano y experiencias familiares contra un trasfondo de la nostalgia de los años 50, este incidente marcó un cambio de tono. La leonización de un íncreiblemente superhumano Fonzie, quién era inicialmente un personaje secundario en la serie, se volvió el foco de Happy Days. La serie continuó por siete años más después de la acrobacia de Fonzie, con un número de cambios en reparto y situaciones.
En el pódcast WTF, de Marc Maron, Ron Howard habló sobre la primera vez que se usó la frase, por la coestrella de Happy Days Donny Most: "Donny lo está leyendo y parece que mira hacia abajo, luego pregunta '¿Que piensas tú del libreto?' y yo encogí de brazos y respondí 'a la gente le gusta la serie, es difícil discutir con ser número uno' y levantó la mirada y dijo '¿está saltando un tiburón ahora?'. Esta fue la primera vez que oí esa frase, antes de que se hiciera famosa, tienes que darle el crédito a Donny Most."
La frase "saltar el tiburón" fue atribuida en 1985 por el compañero de habitación de Jon Hein en la Universidad de Míchigan, Sean Connolly, cuando ambos empezaron a hablar de sus programas de televisión favoritos que habían caído en declive, y ambos empezaron a identificar a otras series en las cuales un momento de "saltar el tiburón" había sucedido. Hein describió el término como "un momento definitivo cuando tú sabes de que desde ahora ... es cuesta abajo ... nunca volverá a ser el mismo." ." En 1997, Hein creó un sitio web para publicar su lista de aproximadamente 200 series de televisión y sus opiniones de los momentos en que se "saltó el tiburón"; el sitio se volvió popular y creció con ejemplos adicionales contribuidos por los usuarios. Hein escribió dos libros basándose en la frase y posteriormente se volvió un regular en The Howard Stern Show al momento de vender su sitio web a Gemstar (dueños de TV Guide).
En un artículo de Los Angeles Times de 2010, Fred Fox, Jr., exescritor de Happy Days, quien escribió el episodio que dio existencia a la frase, dijo: "¿Fue el episodio [del salto del tiburón] de Happy Days merecedor de su destino? No, no lo fue. Todas las series exitosas eventualmente empiezan a decaer, pero este no era el momento de Happy Days". Fox también apunta no solamente al éxito del episodio ("un enorme éxito" con más de 30 millones de televidentes), sino también a la continuada popularidad de la serie.